# Giải vô địch bóng đá châu Âu 2012 (Bảng D)
Dưới đây là thông tin chi tiết về các trận đấu trong khuôn khổ bảng D - Giải vô địch bóng đá châu Âu 2012, là một trong bốn bảng đấu thuộc Euro 2012. Bảng sẽ bắt đầu thi đấu từ ngày 11 tháng 6 năm 2012, và sẽ kết thúc vào ngày 19 tháng 6 năm 2012. Bảng đầu bao gồm các đội: Ukraina, Thụy Điển, Pháp và Anh.

## Sự cố và tranh cãi
Ở lượt trận thứ 2, vào ngày 15 tháng 6, trận đấu giữa Ukraina và Pháp bắt đầu lúc 19:00 (giờ địa phương) bị gián đoạn bởi mưa lớn và sấm sét. Sự việc này buộc trọng tài phải tạm dừng trận đấu ở phút thứ 5, và sẽ bắt đầu lại sau 58 phút. Do đó trận đấu giữa Thụy Điển và Anh đẩy lùi lại 15 phút so với dự kiến ban đầu, thay vì bắt đầu từ 22:00 (giờ địa phương), để tránh các trận đấu chồng chéo.
Ở lượt trận cuối cùng, vào ngày 19 tháng 6, trận đấu giữa Anh và Ukraina phát hiện một bàn thắng hợp lệ bởi Marko Dević. Trong hiệp hai, sau khi Ukraina thua 1-0 với bàn thắng duy nhất của Wayne Rooney, bàn thắng ma của Dević đã đi qua vạch vôi rõ ràng từ phía sau đường biên ngang của đội tuyển Anh và bị phá ra bởi John Terry (pha quay chậm đã xác nhận). Sự kiện này đã áp dụng lại công nghệ goal-line trong các cuộc tranh luận bóng đá. Trong khi pha quay chậm cho thấy ban tổ chức trận đấu thất bại trong việc phát hiện rằng Artem Milevskiy có một vị trí việt vị trong việc xây dựng nên với bàn thắng ma của Dević, UEFA và giám sát trọng tài Pierluigi Collina thừa nhận vào ngày hôm sau rằng một lỗi đã được thực hiện và Ukraina đã bị từ chối một bàn thắng hợp pháp.
| Đội       | Số trận | Thắng | Hoà | Thua | Bàn thắng | Bàn thua | Hiệu số | Điểm |
| --------- | ------- | ----- | --- | ---- | --------- | -------- | ------- | ---- |
| Anh       | 3       | 2     | 1   | 0    | 5         | 3        | +2      | 7    |
| Pháp      | 3       | 1     | 1   | 1    | 3         | 3        | 0       | 4    |
| Ukraina   | 3       | 1     | 0   | 2    | 2         | 4        | −2      | 3    |
| Thụy Điển | 3       | 1     | 0   | 2    | 5         | 5        | 0       | 3    |

Ukraina xếp trên Thụy Điển nhờ hơn về thành tích đối đầu (2–1).
Giờ thi đấu tính theo giờ địa phương (UTC+3)

## Pháp vs Anh
| Pháp      | 1–1      | Anh         |
| --------- | -------- | ----------- |
| Nasri 39' | Chi tiết | Lescott 30' |

| Pháp | Anh |

| GK                      | 1  | Hugo Lloris (c) |  |     |
| RB                      | 2  | Mathieu Debuchy |  |     |
| CB                      | 4  | Adil Rami       |  |     |
| CB                      | 5  | Philippe Mexès  |  |     |
| LB                      | 3  | Patrice Evra    |  |     |
| DM                      | 18 | Alou Diarra     |  |     |
| CM                      | 6  | Yohan Cabaye    |  | 84' |
| CM                      | 15 | Florent Malouda |  | 85' |
| RW                      | 11 | Samir Nasri     |  |     |
| LW                      | 7  | Franck Ribéry   |  |     |
| CF                      | 10 | Karim Benzema   |  |     |
| Vào thay người:         |    |                 |  |     |
| MF                      | 20 | Hatem Ben Arfa  |  | 84' |
| MF                      | 19 | Marvin Martin   |  | 85' |
| Huấn luyện viên trưởng: |    |                 |  |     |
| Laurent Blanc           |    |                 |  |     |

| GK                      | 1  | Joe Hart                 |     |       |
| RB                      | 2  | Glen Johnson             |     |       |
| CB                      | 6  | John Terry               |     |       |
| CB                      | 15 | Joleon Lescott           |     |       |
| LB                      | 3  | Ashley Cole              |     |       |
| RM                      | 16 | James Milner             |     |       |
| CM                      | 4  | Steven Gerrard (c)       |     |       |
| CM                      | 17 | Scott Parker             |     | 78'   |
| LM                      | 20 | Alex Oxlade-Chamberlain0 | 34' | 77'   |
| SS                      | 11 | Ashley Young             | 71' |       |
| CF                      | 22 | Danny Welbeck            |     | 90+1' |
| Vào thay người:         |    |                          |     |       |
| FW                      | 21 | Jermain Defoe            |     | 77'   |
| MF                      | 8  | Jordan Henderson         |     | 78'   |
| MF                      | 7  | Theo Walcott             |     | 90+1' |
| Huấn luyện viên trưởng: |    |                          |     |       |
| Roy Hodgson             |    |                          |     |       |

| Cầu thủ xuất sắc nhất trận: Samir Nasri (Pháp) Trợ lý trọng tài: Renato Faverani (Ý) Andrea Stefani (Ý) Trọng tài bàn: Pavel Královec (Cộng hòa Séc) Các trọng tài phụ (khu vực cấm địa): Gianluca Rocchi (Ý) Paolo Tagliavento (Ý) |

## Ukraina vs Thụy Điển
| Ukraina             | 2–1      | Thụy Điển       |
| ------------------- | -------- | --------------- |
| Shevchenko 55', 62' | Chi tiết | Ibrahimović 52' |

| Ukraina | Thụy Điển |

| GK                      | 12 | Andriy Pyatov         |  |       |
| RB                      | 9  | Oleh Husyev           |  |       |
| CB                      | 17 | Taras Mykhalyk        |  |       |
| CB                      | 3  | Yevhen Khacheridi     |  |       |
| LB                      | 2  | Yevhen Selin          |  |       |
| RM                      | 11 | Andriy Yarmolenko     |  |       |
| CM                      | 4  | Anatoliy Tymoshchuk   |  |       |
| LM                      | 19 | Yevhen Konoplyanka    |  | 90+3' |
| AM                      | 18 | Serhiy Nazarenko      |  |       |
| SS                      | 10 | Andriy Voronin        |  | 85'   |
| CF                      | 7  | Andriy Shevchenko (c) |  | 81'   |
| Vào thay người:         |    |                       |  |       |
| MF                      | 15 | Artem Milevskiy       |  | 81'   |
| MF                      | 14 | Ruslan Rotan          |  | 85'   |
| FW                      | 22 | Marko Devych          |  | 90+3' |
| Huấn luyện viên trưởng: |    |                       |  |       |
| Oleg Blokhin            |    |                       |  |       |

| GK                      | 1  | Andreas Isaksson       |     |     |
| RB                      | 2  | Mikael Lustig          |     |     |
| CB                      | 3  | Olof Mellberg          |     |     |
| CB                      | 4  | Andreas Granqvist      |     |     |
| LB                      | 5  | Martin Olsson          |     |     |
| CM                      | 6  | Rasmus Elm             | 83' |     |
| CM                      | 9  | Kim Källström          | 11' |     |
| RW                      | 7  | Sebastian Larsson      |     | 68' |
| LW                      | 20 | Ola Toivonen           |     | 62' |
| SS                      | 10 | Zlatan Ibrahimović (c) |     |     |
| CF                      | 22 | Markus Rosenberg       |     | 71' |
| Vào thay người:         |    |                        |     |     |
| MF                      | 8  | Anders Svensson        |     | 62' |
| MF                      | 21 | Christian Wilhelmsson  |     | 68' |
| FW                      | 11 | Johan Elmander         |     | 71' |
| Huấn luyện viên trưởng: |    |                        |     |     |
| Erik Hamrén             |    |                        |     |     |

| Cầu thủ xuất sắc nhất trận: Andriy Shevchenko (Ukraina) Trợ lý trọng tài: Bahattin Duran (Thổ Nhĩ Kỳ) Tarık Ongun (Thổ Nhĩ Kỳ) Trọng tài bàn: Marcin Borski (Ba Lan) Các trọng tài phụ (khu vực cấm địa): Hüseyin Göçek (Thổ Nhĩ Kỳ) Bülent Yıldırım (Thổ Nhĩ Kỳ) |

## Ukraina vs Pháp
| Ukraina | 0-2      | Pháp                   |
| ------- | -------- | ---------------------- |
|         | Chi tiết | Ménez 53' · Cabaye 56' |

| Ukraina | Pháp |

| GK                      | 12 | Andriy Pyatov         |     |     |
| RB                      | 9  | Oleh Husyev           |     |     |
| CB                      | 17 | Taras Mykhalyk        |     |     |
| CB                      | 3  | Yevhen Khacheridi     |     |     |
| LB                      | 2  | Yevhen Selin          | 55' |     |
| CM                      | 4  | Anatoliy Tymoshchuk   | 87' |     |
| CM                      | 10 | Andriy Voronin        |     | 46' |
| RW                      | 11 | Andriy Yarmolenko     |     | 68' |
| AM                      | 18 | Serhiy Nazarenko      |     | 60' |
| LW                      | 19 | Yevhen Konoplyanka    |     |     |
| CF                      | 7  | Andriy Shevchenko (c) |     |     |
| Vào thay người:         |    |                       |     |     |
| FW                      | 22 | Marko Dević           |     | 46' |
| FW                      | 15 | Artem Milevskiy       |     | 60' |
| MF                      | 8  | Oleksandr Aliyev      |     | 68' |
| Huấn luyện viên trưởng: |    |                       |     |     |
| Oleg Blokhin            |    |                       |     |     |

| GK                      | 1  | Hugo Lloris (c) |     |     |
| RB                      | 2  | Mathieu Debuchy | 79' |     |
| CB                      | 4  | Adil Rami       |     |     |
| CB                      | 5  | Philippe Mexès  | 81' |     |
| LB                      | 22 | Gaël Clichy     |     |     |
| DM                      | 18 | Alou Diarra     |     |     |
| CM                      | 11 | Samir Nasri     |     |     |
| CM                      | 6  | Yohan Cabaye    |     | 68' |
| RW                      | 14 | Jérémy Ménez    | 40' | 73' |
| LW                      | 7  | Franck Ribéry   |     |     |
| CF                      | 10 | Karim Benzema   |     | 76' |
| Vào thay người:         |    |                 |     |     |
| MF                      | 17 | Yann M'Vila     |     | 68' |
| MF                      | 19 | Marvin Martin   |     | 73' |
| FW                      | 9  | Olivier Giroud  |     | 76' |
| Huấn luyện viên trưởng: |    |                 |     |     |
| Laurent Blanc           |    |                 |     |     |

| Cầu thủ xuất sắc nhất trận đấu: Franck Ribéry (Pháp) Trợ lý trọng tài: Sander van Roekel (Hà Lan) Erwin Zeinstra (Hà Lan) Trọng tài bàn: Tom Harald Hagen (Na Uy) Các trọng tài phụ (khu vực cấm địa): Pol van Boekel (Hà Lan) Richard Liesveld (Hà Lan) |

## Thụy Điển vs Anh
| Thụy Điển                         | 2-3      | Anh                                     |
| --------------------------------- | -------- | --------------------------------------- |
| Johnson 49' (l.n.) · Mellberg 59' | Chi tiết | Carroll 23' · Walcott 64' · Welbeck 78' |

| Thụy Điển | Anh |

| GK                      | 1  | Andreas Isaksson       |       |     |
| RB                      | 4  | Andreas Granqvist      |       | 66' |
| CB                      | 3  | Olof Mellberg          | 63'   |     |
| CB                      | 13 | Jonas Olsson           | 72'   |     |
| LB                      | 5  | Martin Olsson          |       |     |
| RM                      | 7  | Sebastian Larsson      |       |     |
| CM                      | 8  | Anders Svensson        | 90+1' |     |
| CM                      | 9  | Kim Källström          |       |     |
| LM                      | 6  | Rasmus Elm             |       | 81' |
| AM                      | 10 | Zlatan Ibrahimović (c) |       |     |
| CF                      | 11 | Johan Elmander         |       | 79' |
| Vào thay người:         |    |                        |       |     |
| DF                      | 2  | Mikael Lustig          |       | 66' |
| FW                      | 22 | Markus Rosenberg       |       | 79' |
| MF                      | 21 | Christian Wilhelmsson  |       | 81' |
| Huấn luyện viên trưởng: |    |                        |       |     |
| Erik Hamrén             |    |                        |       |     |

| GK                      | 1  | Joe Hart                |     |     |
| RB                      | 2  | Glen Johnson            |     |     |
| CB                      | 6  | John Terry              |     |     |
| CB                      | 15 | Joleon Lescott          |     |     |
| LB                      | 3  | Ashley Cole             |     |     |
| RM                      | 16 | James Milner            | 58' | 61' |
| CM                      | 4  | Steven Gerrard (c)      |     |     |
| CM                      | 17 | Scott Parker            |     |     |
| LM                      | 11 | Ashley Young            |     |     |
| SS                      | 22 | Danny Welbeck           |     | 90' |
| CF                      | 9  | Andy Carroll            |     |     |
| Vào thay người:         |    |                         |     |     |
| MF                      | 7  | Theo Walcott            |     | 61' |
| MF                      | 20 | Alex Oxlade-Chamberlain |     | 90' |
| Huấn luyện viên trưởng: |    |                         |     |     |
| Roy Hodgson             |    |                         |     |     |

| Cầu thủ xuất sắc nhất trận: Olof Mellberg (Thụy Điển) Trợ lý trọng tài: Primož Arhar (Slovenia) Matej Žunič (Slovenia) Trọng tài bàn: Florian Meyer (Đức) Các trọng tài phụ (khu vực cấm địa): Matej Jug (Slovenia) Slavko Vinčič (Slovenia) |

## Anh vs Ukraina
| Anh        | 1–0      | Ukraina |
| ---------- | -------- | ------- |
| Rooney 48' | chi tiết |         |

| Anh | Ukraina |

| GK                      | 1  | Joe Hart                |     |     |
| RB                      | 2  | Glen Johnson            |     |     |
| CB                      | 6  | John Terry              |     |     |
| CB                      | 15 | Joleon Lescott          |     |     |
| LB                      | 3  | Ashley Cole             | 78' |     |
| RM                      | 16 | James Milner            |     | 70' |
| CM                      | 4  | Steven Gerrard (c)      | 73' |     |
| CM                      | 17 | Scott Parker            |     |     |
| LM                      | 11 | Ashley Young            |     |     |
| SS                      | 10 | Wayne Rooney            |     | 87' |
| CF                      | 22 | Danny Welbeck           |     | 82' |
| Vào thay người:         |    |                         |     |     |
| MF                      | 7  | Theo Walcott            |     | 70' |
| FW                      | 9  | Andy Carroll            |     | 82' |
| MF                      | 20 | Alex Oxlade-Chamberlain |     | 87' |
| Huấn luyện viên trưởng: |    |                         |     |     |
| Roy Hodgson             |    |                         |     |     |

| GK                      | 12 | Andriy Pyatov            |     |     |
| RB                      | 9  | Oleh Husyev              |     |     |
| CB                      | 3  | Yevhen Khacheridi        |     |     |
| CB                      | 20 | Yaroslav Rakitskiy       | 74' |     |
| LB                      | 2  | Yevhen Selin             |     |     |
| DM                      | 4  | Anatoliy Tymoshchuk (c)0 | 63' |     |
| RM                      | 11 | Andriy Yarmolenko        |     |     |
| LM                      | 19 | Yevhen Konoplyanka       |     |     |
| AM                      | 6  | Denys Garmash            |     | 78' |
| SS                      | 15 | Artem Milevskiy          |     | 77' |
| CF                      | 22 | Marko Dević              |     | 70' |
| Vào thay người:         |    |                          |     |     |
| FW                      | 7  | Andriy Shevchenko        | 86' | 70' |
| DF                      | 21 | Bohdan Butko             |     | 77' |
| MF                      | 18 | Serhiy Nazarenko         |     | 78' |
| Huấn luyện viên trưởng: |    |                          |     |     |
| Oleg Blokhin            |    |                          |     |     |

| Cầu thủ xuất sắc nhất trận: Steven Gerrard (Anh) Trợ lý trọng tài: Gábor Erős (Hungary) György Ring (Hungary) Trọng tài bàn: Tom Harald Hagen (Na Uy) Các trọng tài phụ (khu vực cấm địa): István Vad (Hungary) Tamás Bognár (Hungary) |

## Thụy Điển vs Pháp
| Thụy Điển                       | 2–0      | Pháp |
| ------------------------------- | -------- | ---- |
| Ibrahimović 54' · Larsson 90+1' | chi tiết |      |

| Thụy Điển | Pháp |

| GK                      | 1  | Andreas Isaksson       |     |     |
| RB                      | 4  | Andreas Granqvist      |     |     |
| CB                      | 3  | Olof Mellberg          |     |     |
| CB                      | 13 | Jonas Olsson           |     |     |
| LB                      | 5  | Martin Olsson          |     |     |
| CM                      | 8  | Anders Svensson        | 70' | 79' |
| CM                      | 9  | Kim Källström          |     |     |
| RW                      | 7  | Sebastian Larsson      |     |     |
| AM                      | 10 | Zlatan Ibrahimović (c) |     |     |
| LW                      | 19 | Emir Bajrami           |     | 46' |
| CF                      | 20 | Ola Toivonen           |     | 78' |
| Vào thay người:         |    |                        |     |     |
| MF                      | 21 | Christian Wilhelmsson  |     | 46' |
| MF                      | 16 | Pontus Wernbloom       |     | 78' |
| MF                      | 18 | Samuel Holmén          | 81' | 79' |
| Huấn luyện viên trưởng: |    |                        |     |     |
| Erik Hamrén             |    |                        |     |     |

| GK                      | 1  | Hugo Lloris (c) |     |     |
| RB                      | 2  | Mathieu Debuchy |     |     |
| CB                      | 4  | Adil Rami       |     |     |
| CB                      | 5  | Philippe Mexès  | 68' |     |
| LB                      | 22 | Gaël Clichy     |     |     |
| DM                      | 18 | Alou Diarra     |     |     |
| CM                      | 11 | Samir Nasri     |     | 77' |
| CM                      | 17 | Yann M'Vila     |     | 83' |
| RW                      | 20 | Hatem Ben Arfa  |     | 59' |
| LW                      | 7  | Franck Ribéry   |     |     |
| CF                      | 10 | Karim Benzema   |     |     |
| Vào thay người:         |    |                 |     |     |
| MF                      | 15 | Florent Malouda |     | 59' |
| FW                      | 14 | Jérémy Ménez    |     | 77' |
| FW                      | 9  | Olivier Giroud  |     | 83' |
| Huấn luyện viên trưởng: |    |                 |     |     |
| Laurent Blanc           |    |                 |     |     |

| Cầu thủ chơi hay nhất trận: Zlatan Ibrahimović (Thụy Điển) Trợ lý trọng tài: Bertino Miranda (Bồ Đào Nha) Ricardo Santos (Bồ Đào Nha) Trọng tài bàn: Pol van Boekel (Hà Lan) Các trọng tài phụ (khu vực cấm địa): Manuel De Sousa (Bồ Đào Nha) Duarte Gomes (Bồ Đào Nha) |